# Környezeti hatásvizsgálat
A környezet állapotának felméréséhez környezeti hatásvizsgálatot készítünk. Gyakran felmerülő kérdések a hatásvizsgálattal kapcsolatban, hogy miért, ki, mikor, hogyan és mivel készíti. 
A hatásvizsgálatban a kidolgozóknak az a fontos, hogy a jellemző és tartós maximális hatásintenzitás hogyan viszonyul a hatásviselő érzékenységéhez. Az értékelésnél a tartósan legrosszabbnak számító helyzetből kell kiindulni.

## Környezeti hatásvizsgálat

### Alapelvei
- Elővigyázatosság, megelőzés
- Legkisebb mértékű környezetterhelés és igénybevétel
- Megelőzi a környezetszennyezést
- Kizárja a környezetkárosítást
- Leghatékonyabb megoldás
- Felelősség
- Együttműködés
- Tájékozódás, tájékoztatás, nyilvánosság

### Miért készítik?
Jogszabály tartalmazza azokat a feladatokat, amelyek esetében Hatásvizsgálat készítése kötelező. Ilyen feladat például 
- A környezet állapotának mennyiségi, minőségi jellemzőinek feltárásának, terhelhetőség és igénybevétel mértékének, valamint további elérendő állapotainak meghatározására.
- Nemzeti környezetvédelmi program keretein belül a környezet állapotának bemutatására
- Éves beszámoló a környezet állapotáról
- Országos környezetvédelmi információs rendszer működtetése
- Dokumentációk, tanulmányok készítése

Továbbá önkéntesen végzett vizsgálatokhoz is készíthetők hatásvizsgálatok. Például mikor egy gazdálkodási szervezet meg szeretné ismerni, hogy a tevékenysége milyen hatással van a környezetre, vagy éppen  tudományos kutatás keretein belül is készíthető.

### Kik készítik?
A környezeti hatásvizsgálatot az közigazgatás készíti, amely további alegységekre bontható.
- Államigazgatás: Országgyűlés, kormány, környezetvédelmi miniszter
- Önkormányzatok: Települési és területi
- Területi környezetvédelmi hatóság
- Gazdálkodó szervezetek: ipar, mezőgazdaság, szolgáltatás

### Mikor készítik?
Erre a kérdésre három válasz lehetséges. Adott időszak eredményeinek értékelésekor, új szabályozás bevezetésekor, valamint a közvélemény tájékoztatásakor, amely időszakos.

### Mivel készítik?
Szükséges alapadatok a tevékenység, a környezeti állapot és nem utolsósorban a terjedési viszonyok
Az értékelés több típusú lehet többek között irodalom, modellek, statisztikai, térképek valamint fizikai és kémiai ismeretek

## Hatástanulmányok
A hatásvizsgálati szakaszok eredményeit a kérelmezőnek előzetes környezeti hatástanulmányban és részletes környezeti hatástanulmányban kell bemutatnia. A hatásvizsgálat során fel kell tárni a tevékenységhez közvetlenül kapcsolódó más műveletek, továbbá a meghibásodás vagy a baleset miatt várható környezeti hatásokat is

### Előzetes környezeti hatástanulmány
Egy tevékenység megkezdésének a szándékát a kérelmezőnek be kell jelentenie a felügyelőségnek. A kérelemhez előzetes környezeti tanulmányt kell csatolni.
Ennek a tanulmánynak az alábbiakat kell tartalmazni:
- A tervezett tevékenység célját, telepítési és technológiai tervezés leírását, a létesítmény szükségességének indoklását, továbbá a tervezett tevékenység elmaradásából származó   környezeti követelmények leírását
- az első pontban foglaltak megvalósításából származó környezetterhelés és környezeti igénybevétel mennyiségi és minőségi leírását
- Környezetre gyakorolt várható hatások előzetes becslését
- Azokat a kérdéseket, amelyek megválaszolása csak további hatásvizsgálatok  készítésével  válaszolhatók meg
- Azoknak az adatoknak a megjelölését, amelyek a törvény értelmében államtitkot képeznek.

### Részletes környezeti hatástanulmány
Az előzetes  környezeti tanulmány alapján készítendő helyszíni vizsgálatokkal alátámasztott  hatástanulmány, amelynek a következőket kell tartalmaznia.
- Részletes leírást, a választott technológia összehasonlítását a leghatékonyabb megoldással
- A hatásterületek behatárolását, ideértve a térképi bemutatásokat is, és a területek környezeti állapotának ismertetését a tevékenység megvalósítása nélküli helyzetben
- A környezet állapotában a tevékenység következtében létrejövő változásoknak a környezeti elemekre és az emberi egészségre gyakorolt hatása előrejelzését, értékelését
- a környezet állapotának változása miatt várható egészségügyi, gazdasági és társadalmi következmények becslését
- A lehetséges igénybevettséget, szennyezettséget és károsítást megelőző, csökkentő, illetve elhárító intézkedések meghatározását
- Részletes hatástanulmány összeállításához felhasznált adatok forrását, az alkalmazott módszereket, azok korlátait és alkalmazási körülményeit, az előrejelzések érvényességi határait
- A felhasznált tanulmányok listáját, a tanulmányokhoz való hozzáférés módját
- azoknak az adatoknak a megjelölését, amelyek a törvény értelmében államtitkot képeznek
- A nyilvánosság számára közérthető összefoglalót

## A hatásvizsgálat lépései
A hatásvizsgálati folyamat 4 fázisra tagolódik:
- Előkészítő fázis:  A megvalósítást kizáró okok keresése, a lehetséges műszaki-technológiai és telepítési alternatívák értékelése, a KHV további sorsának meghatározása és ezeknek az előzetes KHT-ban való összefoglalása.
- Tanulmány készítő fázis:  A KHT elkészítése.
- Áttekintő-értékelő fázis:  Az elkészült hatástanulmány szakmai vitája, az érintett lakosság bevonása, a vélemények feldolgozása és a kiegészítések elkészítése.
- Eredmény értékesítő fázis:  Döntés születik és további feladat a döntés következményeinek utólagos ellenőrzése.

## Hatásvizsgálati módszerek
- Ellenőrző jegyzék
- Mátrixok
- Kvantitatív módszerek
- Hálózatok
- Térképfedvények